# Xandão
Alexandre Luiz Reame, meglio conosciuto come Xandão (Araçatuba, 23 febbraio 1988), è un ex calciatore brasiliano, di ruolo difensore.
Possiede anche il passaporto italiano.

## Carriera

### Club
Xandão fa il suo esordio nel grande calcio nel 2005 tra le file del Guarani, squadra nella quale milita per tre anni fino al 2008, intervallati da una stagione in prestito all'Atletico Paranaense nell'annata 2006-2007. Nel 2008 viene acquistato dal Desportivo Brasil, con il quale però disputa poche gare venendo ceduto in prestito a varie squadre, come il Fluminense e il Grêmio Barueri.
Nel 2010 viene ceduto nuovamente in prestito al San Paolo, riuscendo a giocare con una certa continuità. Nel gennaio 2012 tenta l'avventura in Europa, trasferendosi con la formula del prestito con diritto di riscatto alla compagine portoghese dello Sporting Lisbona. Con la maglia dei lusitani, Xandão mette a segno il suo primo gol in Europa League nella gara d'andata degli ottavi di finale contro il Manchester City, siglando la rete del definitivo sconfitto 1-0 grazie ad un colpo di tacco.
Il 19 febbraio 2013 Xandão si trasferisce al Kuban', squadra militante nella massima serie del campionato russo, firmando un contratto di tre anni e mezzo.